# Джинестра дели Скиавони
Джинѐстра дели Скиаво̀ни (на италиански: Ginestra degli Schiavoni) е село и община в Южна Италия, провинция Беневенто, регион Кампания. Разположено е на 540 m надморска височина. Населението на общината е 526 души (към 2010 г.).